# Sarcophaga invaria
Sarcophaga invaria är en tvåvingeart som beskrevs av Walker 1859. Sarcophaga invaria ingår i släktet Sarcophaga och familjen köttflugor. Inga underarter finns listade i Catalogue of Life.